# Sanda Manu
Sanda Manu (născută Alexandra-Ioana Manu; n. 6 august 1933, București, România – d. 19 aprilie 2023) a fost o regizoare română de teatru, profesor universitar la Facultatea de Teatru din cadrul Universității Naționale de Artă Teatrală și Cinematografică (UNATC).

## Biografie
Sanda Manu s-a născut în anul 1933. Tatăl ei a fost apreciatul actor Ion Manu. A absolvit cursurile Facultății de Regie a Institutului de Artă Teatrală și Cinematografică din București, fiind colegă, printre alții, cu Radu Penciulescu. După absolvirea facultății, a lucrat ca regizor de teatru și de televiziune și profesor universitar la IATC, devenit după 1989, ATF, mai apoi, UATC și, în fine, UNATC. Și-a încheiat cariera pedagogică (și universitară) la Facultatea de Teatru a Universității Spiru Haret, unde a fost colegă de catedră cu Lucia Mureșan, Constantin Codrescu, Margareta Pogonat, Adriana Piteșteanu, Vlad Rădescu.
A regizat aproximativ 120 de spectacole de teatru și de televiziune. A montat spectacole în teatre din Germania și S.U.A., efectuând turnee în străinătate, la Belgrad, Varșovia, Moscova, Riga și Berlin. În 1972 a fost într-o călătorie de studii, ca visiting teacher, în Cuba.
A fost distinsă cu Premiul de Excelență al UNITER 1992 și cu Premiul pentru regia spectacolului "Bolnavul închipuit" (de Moliere)  de la Teatrul Național din Cluj, la Festivalul de Comedie de la Galați 2003. Un alt spectacol longeviv și de mare succes, cu premiera în 18.10.2003, este "Cum iubește cealaltă jumătate" de la Teatrul Mic din București. În 2011 a montat pentru Teatrul Metropolis din București textul lui Jean Cocteau, "Vocea umană" cu Oana Pellea ca protagonistă. În 2008 i s-a decernat Premiul UNITER pentru întreaga activitate.
A fost, începând cu 2009, Doctor Honoris Causa al UNATC și după 1995 a fost, pe durata unui mandat de 4 ani, vicepreședinte al UNITER.
A făcut parte din numeroase jurii de specialitate, precum juriul Festivalului Internațional de Teatru Independent – ediția a VIII-a (2015), juriul celei de-a 13-a ediții a Festivalului Comediei Românești – festCO (2015), sau juriul Galei Tânărului Actor – HOP de la Costinești (2016).
A fost căsătorită cu Ștefan Tapalagă, cu care a avut un copil, Irina.

## Activitate artistică
A lucrat pe scene profesioniste bucureștene, la Teatrul Nottara, la Teatrul Național, la Teatrul de Comedie, la Teatrul Bulandra, dar și pe scena Studioului Cassandra.
În anul 1956 a montat, la Teatrul Național din Iași, „Tăunul” de Voynich. La Teatrul Nottara  montează drama „Ecaterina Teodoroiu” de N. Tăutu (1957) , „Ultima etapă” de Erich Maria Remarque (1958), „Pygmalion” și în premieră pe țară, „Prima zi de libertate” de polonezul L. Kruczkowski (1959) și musicalul „Cele două orfeline” după D'Ennery (1966). În 1963, la Teatrul Tineretului, realizează „Chirița în provincie” de Vasile Alecsandri. La Oradea, în 1964, pune în scenă „Vizita bătrânei doamne” de Dürrenmatt. La Tetrul de Comedie va monta Alcor și Mona după Steaua fără nume, de Eugen Mirea, muzica H. Mălinescu, în 1970. La Studioul Cassandra, în 1970, montează „Caragiale, dar nu teatru” și în 1983-1984, „ Bună seara domnule Wilde”, după „Ce-nseamnă să fii onest” de Oscar Wilde. La Teatru Național din București realizează spectacolele: „Să nu-ți faci prăvălie cu scară” de Eugen Barbu, avndu-i în centru pe Eugenia Popovici și Dem Rădulescu (1971), „Romulus cel Mare” de Dürrenmatt cu Radu Beligan și „A treia Țeapă” de Marin Sorescu.La Teatrul Bulandra montează „Anunț la mica publicitate” de N. Ginsburg (1972) și „Ferma” de David Storey ( 1978).

## Filmografie

### Regizor
- Michelangelo (1968) - teatru TV
- Petiția (1971) - teatru TV
- Apallon de Bellac (1972) - teatru TV
- Mincinosul (1972) - teatru TV
- Pădurea (1973) - teatru TV
- Prețioasele ridicole (1973) - teatru TV
- Ca o pasăre în colivie (1974) - teatru TV
- Moartea unui comis voiajor (1977) - teatru TV
- Valiza cu fluturi (1978) - teatru TV

## Premii și Distincții
- Premiul Ministerului Învățământului pentru spectacolul „Alecsandri”,  1961

- Premiul Ministerului Învățământului pentru spectacolul „Năpasta”, 1967

- Premiul Ministerului Învățământului pentru spectacolul „Caragiale… dar nu teatru”, 1971 –

- Premiul pentru cel mai bun spectacol pentru copii – „Inimă rece”, 1971

- Premiul de comedie pentru spectacolul „Romulus cel Mare”, 1976

- Premiu pentru spectacolul „A treia țeapă”, 1981
- Premiul de Excelență al UNITER (pentru pedagogie artistică), 1993

- Premiul UNITER pentru cea mai bună producție a școlilor de teatru – „Hatmanul Baltag”, 1995

- Premiul APTR (Asociația Profesioniștilor de Televiziune din România) pentru emisiuni de varietăți,  2001

- Premiul pentru regia spectacolului „Bolnavul închipuit” – Festivalul de Comedie de la Galați, în 2003

- Premiul UNITER pentru întreaga activitate (regizor), 2008.[3]

- Ordinul național „Pentru Merit” în grad de Cavaler (1 decembrie 2000) „pentru realizări artistice remarcabile și pentru promovarea culturii, de Ziua Națională a României”[5]
- În 2018, Majestatea Sa Margareta, Custodele Coroanei Române, i-a acordat Decorația Regală „Nihil Sine Deo” „pentru excepționalele sale realizări în arta dramatică și în educația universitară”.